# Euopius christophori
Euopius christophori är en stekelart som beskrevs av Fischer 1978. Euopius christophori ingår i släktet Euopius och familjen bracksteklar. Inga underarter finns listade i Catalogue of Life.